# 朱縉勳
淳化溫裕王朱縉勳（16世紀—1590年），明朝肅藩淳化王長子，追封淳化王，淳化康穆王朱弼果的嫡長子。

## 生平
隆慶元年（1567年），封淳化王長子。萬曆十一年（1583年），淳化康穆王朱弼果去世。萬曆十八年（1590年），朱縉勳尚未襲爵即去世。
萬曆二十三年（1595年），朱縉勳的庶第二子朱紳在襲爵。萬曆三十九年（1611年）七月，朝廷追封朱縉勳為淳化王，賜諡溫裕。

## 家庭

### 子
- 庶長子：朱紳坑，早卒
- 庶第二子：淳化王朱紳在